# Wołodymyr Łanowy
Wołodymyr Tymofijowycz Łanowy, ukr. Володимир Тимофійович Лановий (ur. 17 czerwca 1952 w Kijówie) – ukraiński ekonomista i polityk, wicepremier oraz minister gospodarki w 1992, deputowany, kandydat w wyborach prezydenckich.

## Życiorys
W 1973 ukończył studia ekonomiczne w Kijowskim Instytucie Gospodarki Narodowej. W 1980 otrzymał stopień kandydata nauk, a w 1994 doktoryzował się w zakresie ekonomii. Pracował jako inżynier i ekonomista, a od 1986 jako adiunkt w instytucie ekonomii Akademii Nauk Ukraińskiej SRR. Od 1990 kierował w nim zakładem form i metod gospodarki socjalistycznej. Autor licznych publikacji naukowych.
W 1991 był ministrem do spraw własności i przedsiębiorczości w administracji USRR. Od marca do lipca 1992 zajmował stanowiska wicepremiera i ministra gospodarki w rządzie Ukrainy. Później kierował instytucją pozarządową działającą na rzecz reform wolnorynkowych. W 1994 kandydował w wyborach prezydenckich, zajmując w nich 4. miejsce.
W latach 1994–1998, 2006–2007 i 2012 sprawował mandat posła do Rady Najwyższej. W 2008 zasiadł w radzie miejskiej Kijowa. Był członkiem Liberalnej Partii Ukrainy, Ludowego Ruchu Ukrainy i NSNU. Pełnił obowiązki przewodniczącego funduszu mienia państwowego, był także przedstawicielem prezydentów Łeonida Kuczmy i Wiktora Juszczenki przy ukraińskim rządzie. W 2019 związał się z ugrupowaniem Ruch Nowych Sił.